# Кохв, Катрин
Ка́трин Кохв (эст. Katrin Kohv, 8 февраля 1964, Таллин, ЭстонскаяССР) — советская и эстонская актриса театра и кино.

## Биография
Родилась 8 февраля 1964 года в Таллине, Эстония, СССР. Отец — фотограф, мать — художник. Внучка Пеэтера Линцбаха.
В 1982 году окончила Таллинскую 1-ю вечернюю школу, а в 1986 году — актерский факультет Таллинской государственной консерватории (курс Аарне Юкскюла и Лембита Петерсона).
В 1986—1990 годах была актрисой театра «Угала» (Ugala) в Вильянди.
В 1990—1993 годах — актриса Таллинского театра-студии Старого города (Vanalinnastuudio).
В кино начала сниматься в 1983 году, дебютировав в лентах «На арене — Лурих» и «Искатель приключений». В 1984 году сыграла императрицу Екатерину II в историческом биографическом фильме «Михайло Ломоносов» режиссера Александра Прошкина.
В начале 1990-х годов завершила карьеру актрисы.

## Фильмография
- 1983 — На арене — Лурих (Lurich) — горничная, эпизод
- 1983 — Искатель приключений (Nipernaadi) — Элло
- 1984 — Михайло Ломоносов — Екатерина II
- 1988 — Государственная граница — Рина
- 1989 — Подъем (Äratus)
- 1989 — Эстонские баллады (Eesti ballaadid)
- 1990 — Только для сумасшедших (Only for Crazy / Ainult hulludele ehk halastajaode) — Лейда

## Роли в театре
- Galy Gay female (Брехт Мэн — мужчина, 1985, дипломный спектакль в Эндла)
- Ниина (Лика Зурабови, 1985, дипломный спектакль в Угале)
- Эсперанса и донья Пепита (Вальехо «Пылающая тьма», 1985, дипломный спектакль в Угале)
- Маша (Дозорцев Завтрак с незнакомцами, 1986)
- Силле (Киркегаарди и Салдре У нас есть носорог Отто, 1987)
- Софья Павловна (« Беспокойство Грибоедова», 1987)
- Эдна Сандерс (Секрет зеленых пальцев Пристли, 1988)
- Эбби Патнэм (Похоть О’Нила, 1989)
- Сара (Любимая Богом Саймона, 1990 Old Town Studio)
- Дама в пурпурном (Стук Ромена или медицинский триумф, 1991)
- Онка (Мрожек Горбун, 1992)

## Награды
- 1984 — Премия им. Вольдемара Пансо.